# Silvia Maria Melo Pfeifer
Silvia Maria Melo Pfeifer (* 5. November 1977 in Águeda) ist eine portugiesische Fremdsprachendidaktikerin.

## Leben
Nach dem Abitur 1995 in Águeda studierte sie von 1995 bis 2000 Französisch und Portugiesisch (Lehramtsstudium) an der Universidade de Aveiro. 1999 und 2000 absolvierte sie ein studienintegriertes Referendariat (Escola Secundária Marques de Castilho, Águeda). Nach der Promotion 2006 in Sprachendidaktik bei Maria Helena Araújo e Sá an der Universidade de Aveiro ist sie seit 2014 Universitätsprofessorin (W2) für Didaktik der romanischen Sprachen an der Universität Hamburg.
Ihre Forschungsschwerpunkte sind Mehrsprachigkeit und Interkomprehension, interkulturelles Lernen, mehrsprachige Interaktion und Herkunftssprache.

## Schriften (Auswahl)
- mit Daniel Reimann (Hrsg.): Plurale Ansätze im Fremdsprachenunterricht in Deutschland. State of the art, Implementierung des REPA und Perspektiven. Tübingen 2018, ISBN 978-3-8233-8189-1.
- mit Paulo Feytor Pinto: Políticas linguísticas em português. Lisboa 2018, ISBN 978-989-752-350-2.
- mit Christian Helmchen (Hrsg.): Plurilingual literacy practices at school and in teacher education. Berlin 2018, ISBN 978-3-631-73868-9.
- mit Paula Kalaja (Hrsg.): Visualising multilingual lives. More than words. Bristol 2019, ISBN 978-1-78892-259-3.